# エヌ・シー・エヌ
株式会社エヌ・シー・エヌ（英文社名：New Constructor's Network Co., Ltd.）は、東京都千代田区永田町に本社を置く木造建築システムの提供を行っている日本の企業。

## 概要
エヌ・シー・エヌは阪神・淡路大震災の被害を目の当たりにした日商岩井の田鎖郁男により、1996年にセブン工業と日商岩井の合弁会社として設立された。播繁の協力を得て独自のSE構法を開発し、木造建築の耐震性を高める構造設計などを手掛ける。無借金経営で経営されている。

## 沿革
- 1996年 - 岐阜県美濃加茂市でセブン工業株式会社と日商岩井株式会社の合弁会社として株式会社エヌ・シー・エヌを設立[6]。
- 2018年 - 東京都港区に本社を移転[6]。
- 2019年 - 東京証券取引所JASDAQ（スタンダード）に上場[6]。